# Precision pistol competition
Precision pistol competition, PPC, är en skytteform som började som ett polisiärt träningsprogram för det amerikanska polisväsendet (Police Pistol Combat/Competition).
PPC har funnits i Sverige sedan mitten på 90-talet[källa behövs] och upptogs av Svenska pistolskytteförbundet 2004.
PPC skjuts på en bana med förbestämda avstånd på 3, 7, 15, 25 samt 50yard (på vissa platser används ibland meter). Tider, antalet skott/omladdningar samt skjutställningar är även de förbestämda, beroende på vilken av de tre matchtyperna(150("1500"), 60 el 48skotts) man skjuter. De tre matchtyperna delas sedan in i fler underkategorier. 150 skotts matcher: R1500 & P1500. (R=revolver, P=Pistol) 60 skotts matcher: SR6" & SP5" (SR=Standard Revolver, SP=Standard Pistol)(Int. benämning:Distinguished revolver/pistol) 48 skotts matcher: SP5"FR, SR2,75", SR4" (FR=Fasta Riktmedel)(Int. benämning:Stock semi automatic pistol, Off-Duty revolver & Service revolver)
De skjutställningar som förekommer är: Stående utan stödhand, Stående med stödhand, Knästående, Knästående med stöd av barrikad, stående barrikad Vänster resp. Stående barrikad Höger, Sittande och Liggande.
Tiderna som förekommer är:8s, 12s, 20s, 35s, 90s resp 165s(dock beroende på match, i varierande ordning).
Antalet skott som skjuts på var avstånd varierar mellan: 6, 12, 18 resp 24skott(alltid med 6skott per magasin/trumma).